# Vale de Prados
Vale de Prados ist eine Gemeinde (Freguesia) im portugiesischen Kreis Macedo de Cavaleiros. In ihr leben 472 Einwohner (Stand 19. April 2021).

## Geschichte
Der Ort erhielt 1227 erste kleine Stadtrechte, 1287 gab König D. Dinis Vale de Prados vollständige Stadtrechte und machte es zum Sitz eines Verwaltungskreises.
1453 ist der Ort als abgabepflichtige Ortschaft des Klosters São Salvador von Castro de Avelãs vermerkt.
König D. Manuel erneuerte die Stadtrechte 1510.
Im Verlauf der Verwaltungsreformen nach der Liberalen Revolution 1821 wurde der Kreis Vale de Prados 1836 aufgelöst. Zunächst war es eine Gemeinde im Kreis Cortiços, nach dessen Auflösung 1849 kam Vale de Prados zu Macedo de Cavaleiros.

## Verwaltung
Vale de Prados ist Sitz der gleichnamigen Gemeinde (Freguesia) im Kreis (Concelho) von Macedo de Cavaleiros im Distrikt Bragança. In ihr leben 472 Einwohner auf einer Fläche von 10 km² (Stand 19. April 2021).
Zwei Ortschaften liegen im Gemeindegebiet:
- Arrifana
- Vale de Prados